# Oecobius putus
Oecobius putus är en spindelart som beskrevs av O. Pickard-Cambridge 1876. Oecobius putus ingår i släktet Oecobius och familjen Oecobiidae. Inga underarter finns listade i Catalogue of Life.